# Slučaj Charlieja Garda
Slučaj Charlieja Garda naziv je za kontroverzni slučaj prisilne eutanazije djeteta u Ujedinjenom Kraljevstvu, koji je podijelio britansku i svjetsku javnost te doveo do otvaranja rasprava u političkim i znanstvenim krugovima, posebice o povećavanju prava roditelja i sprječavanja samovolje bolnica.
Sličan je i slučaj Alfieja Evansa.

## Opis
Charles Matthew William Gard rođen je 4. kolovoza 2016. u Londonu kao prvo dijete roditelja Connie Yatesa i Chrisa Garda. Već dva mjeseca nakon rođenja, točnije 2. listopada, primljen je u dječju bolnicu Great Ormond Street nakon što nije dobivao na težini unatoč dojenju. Nakon devet dana bez znakova poboljšanja, primljen je za stalno. 
Sredinom studenog, ustanovljena mu je teška i rijetka bolest naziva sindrom trošenja mitohondrijske DNK, koja pogađa mozak, jetru i mišiće uzrokujući značajan pad mitohondrijske DNK u tkivima pri čemu dolazi do nekroze (propadanja tkiva). Cahrlie je bio tek šesnaesti slučaj te bolesti u svijetu, iako je njegovo stanje bilo pogoršanije zbog mutacija na genu RRM2B.
Prema službenomu izvješću bolnice, bolest je kod Charlieja prouzročila teškoće u disanju, zahvativši mozak i mišiće. Primijećeno je i da pati od kongenitalne gluhoće i ozbiljnog epileptičnog poremećaja, a bolešću su bili zahvaćeni i srce, jetra i bubrezi. Kao posljedica svega toga, patio je od razvojne slabosti u mišićima te nije mogao pomicati svoje ruke i noge niti disati samostalno bez postupka mehaničke ventilacije. Prema bolničkim izvještajima, nije mogao imati niti otvorene oči, što je njegova majka opovrgnula objavom slike na Facebooku na kojem Charlie ima otvorene oči. Ubrzo nakon objavljivanja slike, Facebook ju je izbrisao.
Daljnja izvješća iz bolnice pokazuju kako su prvi napadaji krenuli netom prije Božića. Uskoro su napadaji postajali sve češći, a liječnici su ustvrdili kako je došlo i do epileptičke encefalopatije, teškoga oštećenja mozga kod kojeg epileptička električna izbijanja pridonose razvojnu psihomotornu propadanju. Pregledom testova EEG-a napravljenih između listopada 2016. i siječnja 2017., liječnici su zaključili kako je došlo do „nepopravljive štete na mozgu” te kako nikakvo liječenje ne bi pomoglo. Bolnica je zaključila kako bi najbolje bilo provesti eutanaziju, s čime se roditelji nisu složili te su pokrenuli sudski postupak protiv bolnice na Visokome sudu za obitelj u ožujku 2017.

### Presude
U presudi Visokog suda za obitelj između ostalog stoji i kako je djetetova majka Connie s njim provela više od 3200 sati. Kako bi osigurali liječenje svoga djeteta, roditelji djeteta pokrenuli su i dobrotvornu akciju preko stranice GoFundMe i prikupili 1,4 milijuna funti od 83 tisuće darovatelja diljem svijeta, dovoljno za podmirenje troškova liječenja u Sjedinjenim Državama. Unatoč tome, osoblje bolnice odbilo je premještaj u SAD, tvrdeći kako "nije u djetetovu interesu".
Presuda Visokoga suda stala je na stranu bolnice. Iste presude donijeli su i Žalbeni i Vrhovni sud, kao i Europski sud za ljudska prava. U presudi Europskog suda, objavljenoj 27. lipnja 2017. na njegovim mrežnim stranicama, stoji kako "eksperimentalno liječenje bez mogućnosti uspjehne bi pružilo nikakvu korist, te bi njemu (Charlieju) nastavilo stvarati iznimnu bol." Sud je također presudio kako se Charlie "može skinuti s aparata za održavanje na životu", naglasivši kako je njihova odluka "konačna".
Bolnica Great Ormond Street odbila je posljednju želju djetetovih roditelja da puste dijete kući ili u hospicij. Charlie je preminuo 28. srpnja 2017.

### Kontroverze
Nakon Charliejeve smrti saznalo se kako je odvjetnica dodijeljena obitelji Gard, Victoria Butler-Cole, aktivistica i presjednica zaklade za legalizaciju eutanazije, što je javnost protumačila kao "svjesnu odluku suda, ciljano osmišljenu kako bi se presudilo u korist bolnice". Dok odvjetnica nije željela komentirati slučaj, glasnogovornik udruge "Suosjećanja u smrti" izjavio je kako "postoje jasne razlike između ovog slučaja, rada organizacije ‘Dostojanstvo u umiranju’ i rada udruge ‘Suosjećanje u umiranju’" te nadodao kako "u slučaju Charlija Garda riječ je o donošenju odluka u najboljem interesu ozbiljno bolesnog djeteta."

### Odjek
Još 5. srpnja 2017., zastupnici u Europskom parlamentu iz 15 država članica Europske unije poslali su otvoreno pismo u kojem su osudili odluku Europskog suda za ljudska prava u slučaju Charlieja Garda (žalba br. 39793/17), izrazivši svoju „duboku zabrinutost zbog sramotnog ishoda Charlijeva slučaja, u kojem su prekršene najtemeljnije vrijednosti Europe, naročito pravo na život, pravo na ljudsko dostojanstvo i osobni integritet.”
Četiri dana prije djetetove smrti, Kongres Sjedinjenih Američkih Država usvojio je amandman i odborio liječenje Charlieja Garda u Sjedinjenim Državama na račun njegovih roditelja. Odluku Kongresa podržali su i amerčki predsjednik Donald Trump i potpredsjednik Mike Pence.
Papa Franjo se, prema pisanju Vatikanskog tiskovnog ureda, osobno zainteresirao za slučaj te pozvao na molitvu za Charlieja, a roditeljima poručio da ih podržava u borbi za pravo njihova djeteta na život. Također, papa je obitelji ponudio i vatikansko državljanstvo s ciljem liječenja djeteta u Dječjoj bolnici "Bambino Gesù" u Rimu.
U svom priopćenju Biskupska konferencija Engleske i Walesa izrazila je "najdublju sućut" cijeloj obitelji i zahvalila osoblju bolnice Great Ormond Street za brigu pruženu djetetu.
Građanska inicijativa CitizenGO 29. lipnja pokrenula je međumrežnu predstavku i sa sestrinskim udrugama pokrenula kampanju za pružanje pravne, financijske i moralne potpore obitelji Gard. Do 9. srpnja skupljeno je 350 000 potpisa koje su Charlijevi roditelji dostavili bolnici Great Ormond Street. Tom prigodom organiziran je i skup potpore roditejlima, nakon kojega je održano još nekoliko prosvjeda ispred Kraljevskog suda pravde u Londonu. CitizenGO je kampanju završio s 560 000 skupljenih potpisa.

### Ostalo
U listopadu 2020., Connie Yeats rodila je sina Olivera koji nije naslijedio bratovu genetsku bolest.

## Slučaj Alfieja Evansa
Sličan scenarij odvio se i u slučaju Alfiea Evansa, također britanskog državljanina, dvadesetomjesečnog dječaka koji je bolovao od nepoznate bolesti. Nakon što ga je dječja bolnica Alder Hey u Liverpoolu odbila liječiti smatrajući besmislenim održavati ga na životu, iako je obitelj potrebnih 100.000 funti za dijagnostiku i liječenje prikupila prilozima 5822 Alfiejeva podupiratelja skupnim financiranjem putem međumrežja. Bolnica je potom zatražila njegovo isključenje s aparata, iako je više europskih bolnica, među kojima i vatikanska Bambino Gesu, ponudila prijevoz i liječenje Alfieja, bolnica je zabranila roditeljima prijevoz djeteta u drugu bolnicu. Roditelji su podigli tužbu protiv bolnice uz podršku brojnih udruga i ustanova civilnog društva koje su se okupile pod imenom "Alfie's Army" (Alfiejeva vojska), a CitizenGO je i pokrenuo međumrežnu predstavku putem koje je skupila više od 280.000 potpisa podrške borbi za Alfiejev život.
Sudac je, unatoč spremnosti drugih bolnica na liječenje Alfieja i pitanje etičnosti postupka eutanazije, odlučio u korist liverpoolske bolnice i odredio nadnevak i vrijeme gašenja aparata koji su Alfieja držali na životu. Unatoč posjedovanju dokumentacije koja je potvrdila Alfiejev otpust iz bolnice prije čina eutanazije, policija je razdvojila roditelje od Alfieja u trenutku napuštanja bolnice prijeteći njegovom ocu da će ga uhititi ako ga dotakne. Takvo protuzakonito djelovanje organa vlasti ishodovalo je prosvjedom građana protiv oduzimanja Alfieja roditeljima i protiv njegove eutanazije. Papa Franjo pružio je potporu obitelji i zatražio premještanje u rimsku pedijatrijsku bolnicu, a posjetio ga je i sam Alfiejev otac. Papa je više puta pozivao britanske vlasti i osoblje bolnice na udovoljavanje zahtjevima obitelji.
I petnaest sati nakon što je skinut s aparata, Alfie je na čuđenje liječnika i dalje normalno disao. Unatoč prosvjedima ispred bolnice, suci Vrhovnog suda izjavili su kako "nikakava tužba Europskom sudu za ljudska prava u Strasbourgu neće promijeniti odluku Suda", iako je Alfie na intervenciju pape dobio talijansko državljanstvo a time i šansu da bude prebačen u vatikansku bolnicu. Britanski Visoki sud odugovlačio je s donošenjem odluke o produženju životne potpore za Alfieja, dok je istovremeno Italija bila spremna s liječničkom ekipom dostaviti respirator u Veliku Britaniju kako bi Alfie mogao disati. Bolnica je pod pritiskom javnosti i liječničke struke ipak privremeno vratila dovod kisika.
Pravna bitka Evansovih roditelja završena je konačnom odlukom suca Justicea Haydena koji je odbio prebacivanje dječaka u Rim i nakon što je Alfie Evans dobio talijansko državljanstvo i suglasnost rimske bolnice za njegov prihvat. Zastupnik u britanskom parlamentu Steven Woolfe predložio je donošenje tkzv. Alfijevog zakona prema kojima bi se roditeljima dala veća prava u sličnim slučajevima i onemogućila samovolja bolnica. Za Alfieja se na Trgu svetog Petra u Vatikanu održalo i bdijenje i molitva krunice, kao i ispred britanskog veleposlanstva u Krakovu, Varšavi, Lodzu, Washingtonu i New Yorku te na glavnim gradskim trgovima u Londonu, Edinburghu, Glasgowu i Manchesteru. Podršku Alfieju je pružila i hrvatska europarlamentarka Marijana Petir zajedno sa zastupnicima iz Italije, Slovenije, Slovačke i Njemačke. Podršku Alfiejevim roditeljima pružili su i roditelji Charlieja Guarda koji su vodili istu pravnu bitku protiv britanskih vlasti i bolnice.

Alfie je preminuo u noći 28. travnja 2018. u 23. mjesecu života. Njegovu smrt otac Tom komentirao je sljedećim riječima:
»Moj gladijator je spustio svoj štit i dobio krila… srce mi je potpuno slomljeno.«

Alfiejevu smrt kolumnist Borislav Ristić iz Večernjeg lista komentirao je naslovom Dan kada je Velika Britanija postala mala pitajući se u kolumni može li država oduzeti nekome život za njegovo dobro te uz zaključak:
»Ovom odlukom Britanija je od Velike postala malom, jer je ubojstvo djeteta proglasila zakonitim, a njegovo spašavanje ilegalnim.«
Pater Ivan "Ike" Mandurić slučaj je komentirao na svom mrežnom dnevniku pitanjem Tko je svijetu ubio srce?
U razgovoru za medije nakon Alfiejeve smrti, javnosti je otkrio podatke o nejasnim okolnostima njegove smrti. Potvrdio je napise talijanskih medija da je netom prije sinove smrti bio pozvan na sastanak s liječnicima u bolnici kasno u noći, nakon kojega je medicinska sestra Alfieju dala četiri različita lijeka u obliku injekcije. Dva sata kasnije Alfie je preminuo. Ostalo je nepoznato zašto je dobio četiri različite injekcije, jer se bolnica nije očitovala na kritike liječnika i medicinskih savjetnika britanskih, talijanskih i drugih svjetskih medija koji su izjavili da "ne shvaćaju razlog davanja četiri različita lijeka djetetu." kako medicinski stručnjaci nisu mogli objasniti primjenu četiri lijeka, predložili su obavljanje neovisnog toksikološkog nalaza.
Nakon Alfiejeve smrti, neki britanski mediji, poput Indenpendenta, počeli su pisati o nužnosti donošenja zakona o većim roditeljskim pravima radi izbjegavanja ponavljanja prisilnih eutanazija teško bolesne djece. Alfiejevu smrt obilježili su i navijači talijanskog nogometnog prvoligaša Rome u utakmici poluzavršnice UEFA-ine Lige prvaka natpisom s porukom: "Zbogom, mali Alfie, počivaj s anđelima!"

## Slični slučajevi

### Indi Gregory
Rođena je u veljači 2023. te joj je po ustanovi rijetke degenrativne mitohondrijske bolesti pruženo održavanje života ventilatorom u Kraljičinu bolničkom centru u Nottinghamu. Tijekom boravka na odjelu neonatologije, Indi je 22. rujna krštena. Nakon što je Engleski visoki sud presudio u korist isključivanja aparata za održavanje na životu, talijanska vlada na izvanrednoj je sjednici 6. studenoga 2023. ponudila Indi talijansko državljanstvo i pokriće većine troškova liječenja u vatikanskoj Bolnici Djeteta Isusa. Papa Franjo spomenuo ju je u izjavi 11. studenoga. Preminula je u noći s 12. na 13. studenoga, nakon što joj je odlukom suda uskraćena daljnja medicinska pomoć za održavanje na životu. Pokopana je 1. prosinca u Nottinghamu. Na dan sprovoda papa Franjo uputio je sućut obitelji u brzojavu, kao i Biskupska konferencija Engleske i Walesa u izjavi.

### Liliwen Iris Thomas
Liliwen Iris Thomas preminula je zbog posljedica komplikaciju pri njezinu porodu 10. listopada 2022., 20 sati nakon rođenja, u Sveučilišnoj bolnici Walesa u Cardiffu. Roditelji djeteta, Emily Brazier i Rhodri Thomas, tvrdili su kako je majka Emily ostavljena sama pri porodu, unatoč vođenju njezina poroda visokorizičnim, te kako je ocu Rhodriju odbijen pristup rađaonici. Braizer je navela kako je oko ponoći s 9. na 10. listopada dobila sredstvo za ublažavanje boli i bila ostavljena na kisiku da bi oko 2 sata u noći otkrila kako je Liliwen rođena; tada ju je, prema vlastitom svjedočenju, uhvatila panika jer je izgubila dosta krvi i bilo joj je potrebno šivanje i transfuzija krvi. Liliwen je bila na odjelu intenzivne skrbi te je preminula tijekom toga dana. Nakon djetetove smrti, Brazier je odustala od studija sestrinstva i utvrđen joj je PTSP. Roditelji su pokrenuli kazneni postupak protiv osoblja bolnice radi zanemarivanja i propusta pri porodu i liječenju.

## Vanjske poveznice
- Agenda Europe[neaktivna poveznica] (engl.) Pismo europarlamentaraca upućeno Europskom sudu za ljudska prava